# Tetrastichus lasiopterinus
Tetrastichus lasiopterinus är en stekelart som beskrevs av Domenichini 1964. Tetrastichus lasiopterinus ingår i släktet Tetrastichus och familjen finglanssteklar. Inga underarter finns listade i Catalogue of Life.